# Grevinnan av Chinchón
Grevinnan av Chinchón (spanska: La Condesa de Chinchón) är en oljemålning av den spanske konstnären Francisco de Goya från 1800. Den ingår i Pradomuseets samlingar i Madrid sedan år 2000 då den köptes av den porträtterades ättlingar.
Porträtten föreställer María Teresa de Borbón y Vallabriga (1780–1828) som var dotter till infant (prins) Ludvig av Spanien i hans morganatiska äktenskap med adelsdamen María Teresa de Vallabriga y Rozas. Hennes far hade hamnat i onåd under tronstrider och för att kunna återta familjenamnet Bourbon uppmuntrades hon av drottning Maria Lovisa att 1797 ingå ett konvenansäktenskap med Manuel de Godoy, drottningens älskare och landets premiärminister. 
När Goya målade detta porträtt var María Teresa 19 år gammal och väntande sitt första barn, Carlota Luisa de Godoy y Borbón (1800–1886), som vid sitt praktfulla dop fick kungaparet som gudfäder. Goya har markerat hennes graviditet genom att placera ett axdiadem, fruktsamhetens symbol, på hennes huvud. Den unga grevinnan ser blyg och lite förskrämd ut samtidigt som hon är utsökt elegant i moderiktiga kläder. 
Målningen ingick i Nationalmuseums utställning om Goya 1994 och prydde omslaget till dess katalog där tavlan beskrevs som "ett av Goyas mest kända porträtt, ett av de absoluta mästerverken och kanske det vackraste av alla de som finns i privat ägo". Sedan 2000 är målningen dock i Pradomuseets ägo.  

## Relaterade porträttmålningar av Goya

Barndomsporträtt av María Teresa de Borbón y Vallabriga, utförd 1783 och utställd på National Gallery of Art.
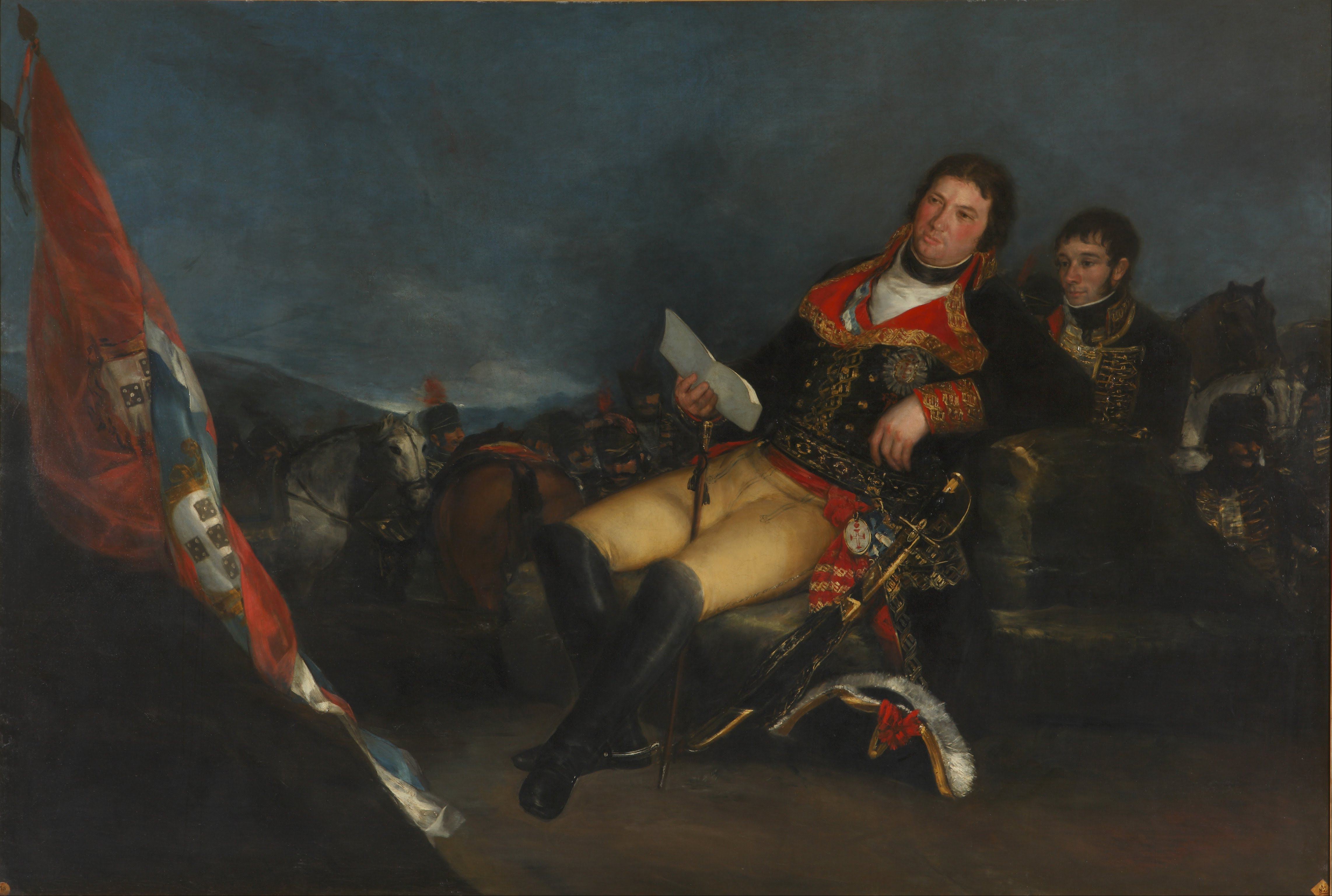
Grevinnan av Chinchóns make, Manuel de Godoy. Målningen är utförd 1801 och utställd på Pradomuseet.
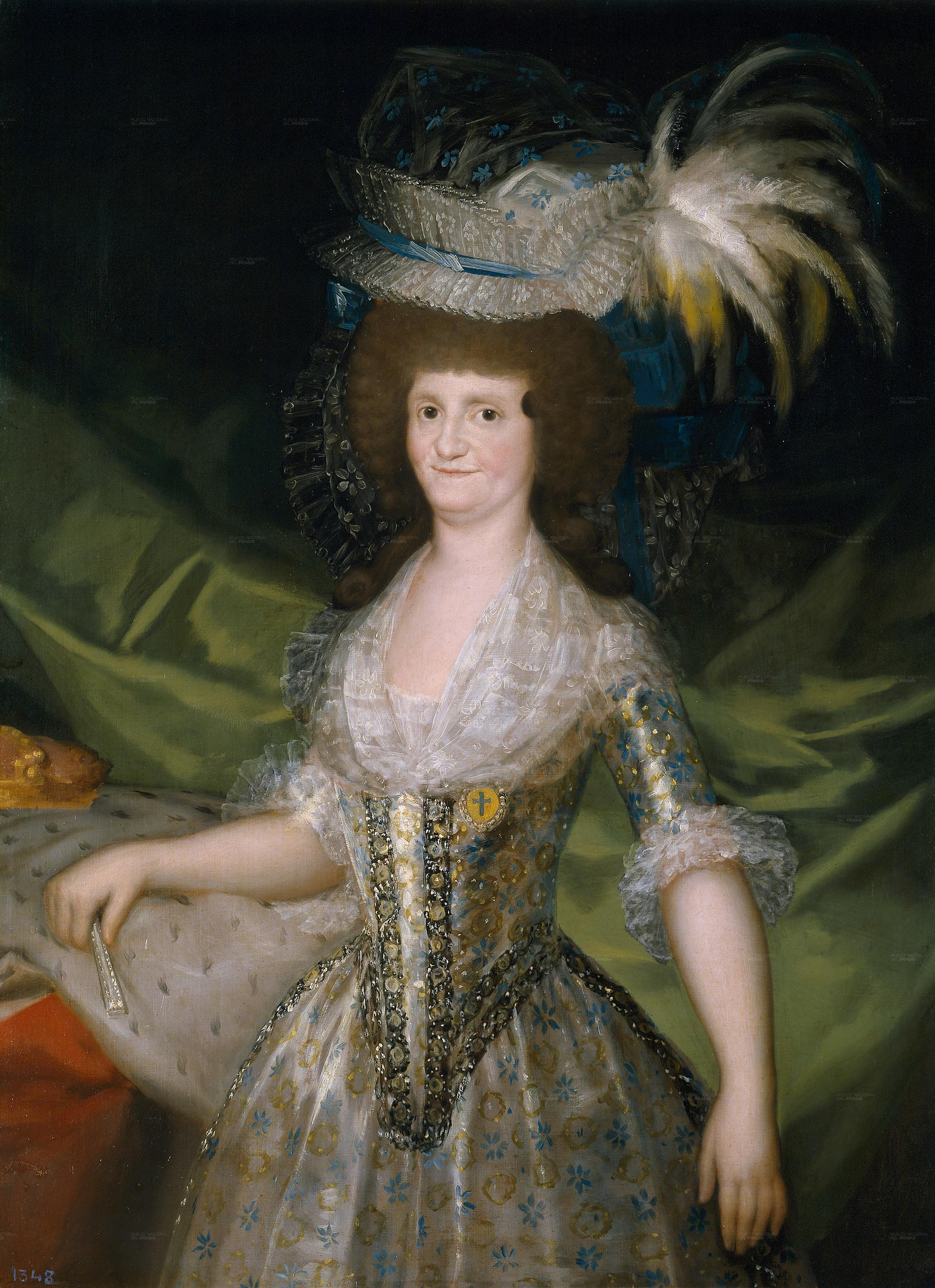
Drottning Maria Lovisa (1789), utställd på Pradomuseet.